# Alster-Canoe-Club
Der Alster-Canoe-Club e. V. mit Sitz in Hamburg ist ein deutscher Kanuverein.
Der Verein wurde am 23. Mai 1905 gegründet, nachdem Hamburger Kaufleute die ersten Exemplare neuer Boote aus Nordamerika mitgebracht hatten. Der ACC war Initiator und 1914 zusammen mit dem Canoe-Club Alsterbrüder Mitbegründer des Deutschen Kanu-Verbandes (DKV). Er stellte mit Alfred Korn auch den ersten Präsidenten des DKV.
Der Vereinsname enthält die englische Schreibweise Canoe, da die deutsche Bezeichnung Kanu zur Zeit der Gründung noch nicht etabliert war.